# Bergisches Straßenbahnmuseum

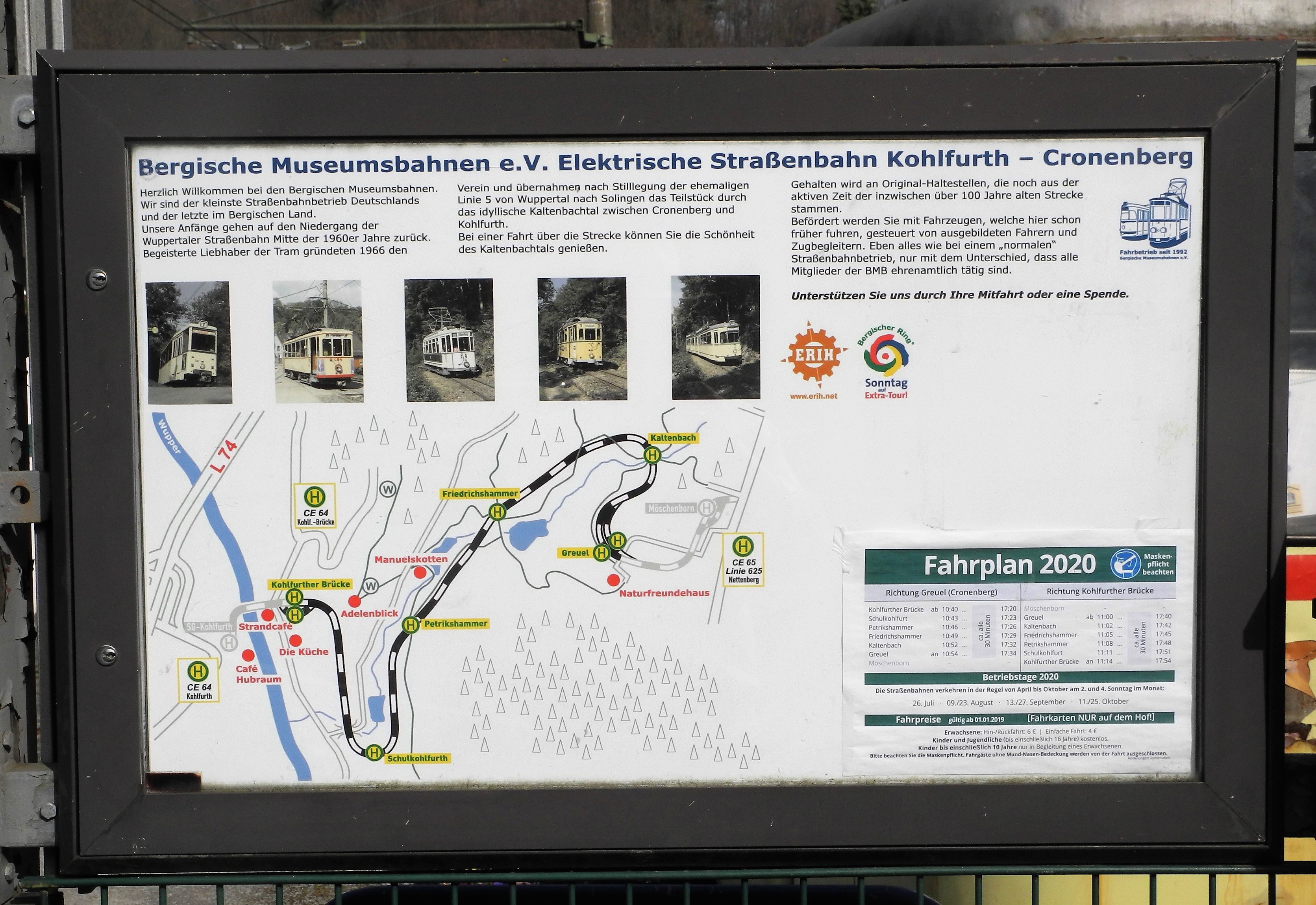
Informatiebord met de route van de museumtramlijn en de vijf dienstvaardige motorwagens; april 2021.

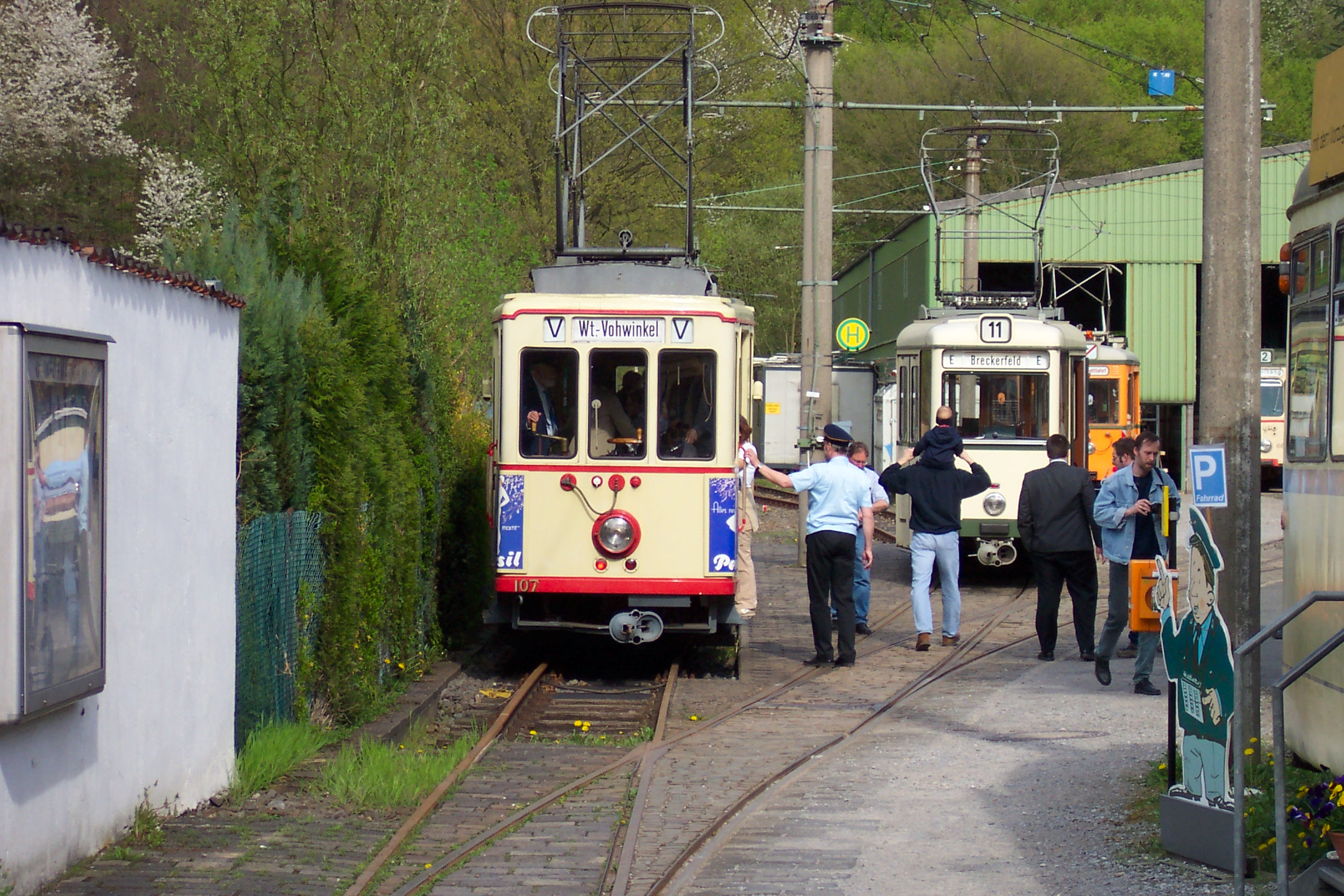
Trams in Kohlfurth, motorwagen 107 uit Düsseldorf, rechtsachter de remise; 2004.

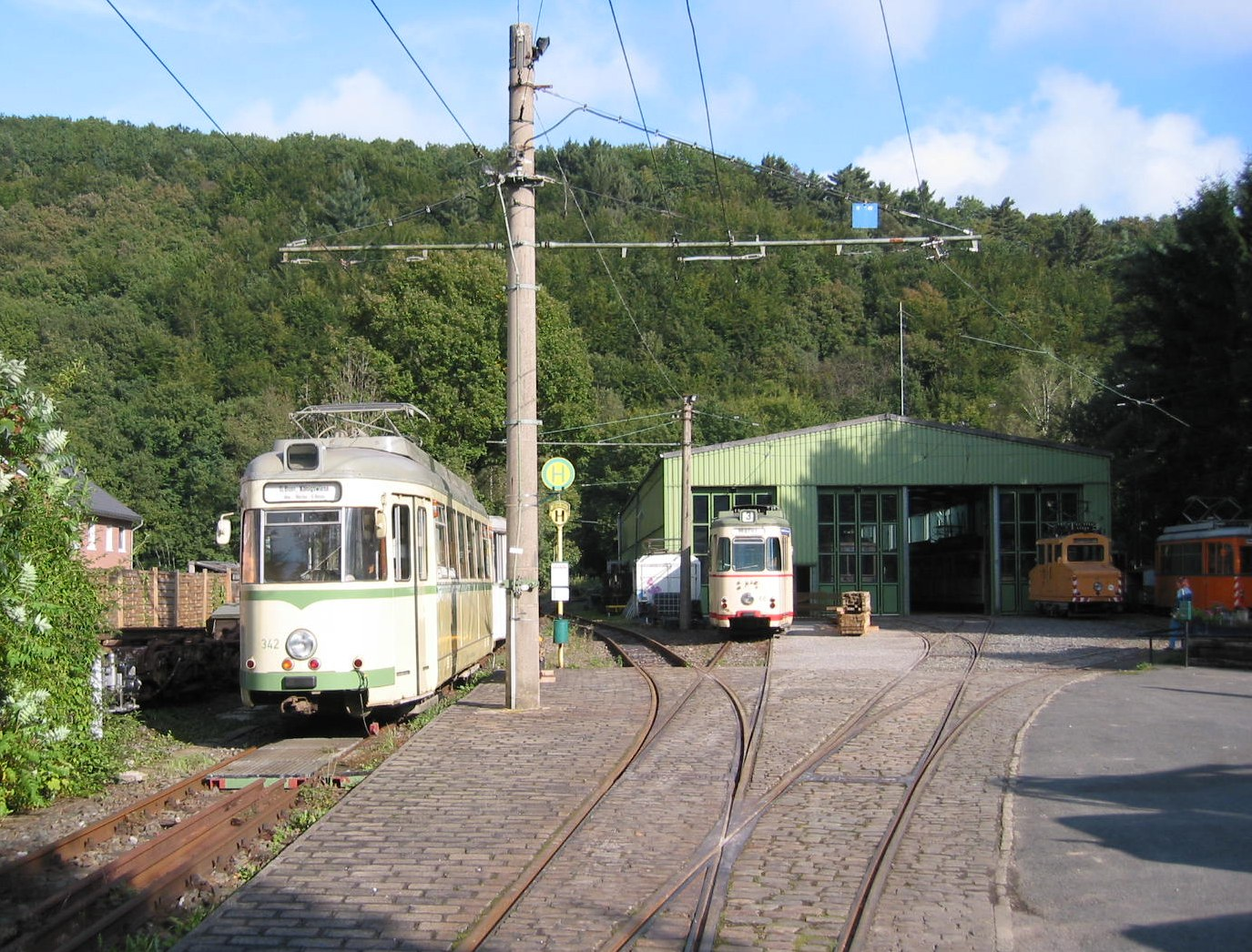
Het remiseterrein bij de eindhalte bij de Kohlfurter Brücke, met links motorwagen 342, afkomstig van de Vestische Strassenbahnen en rechtsachter de remise; 2005.

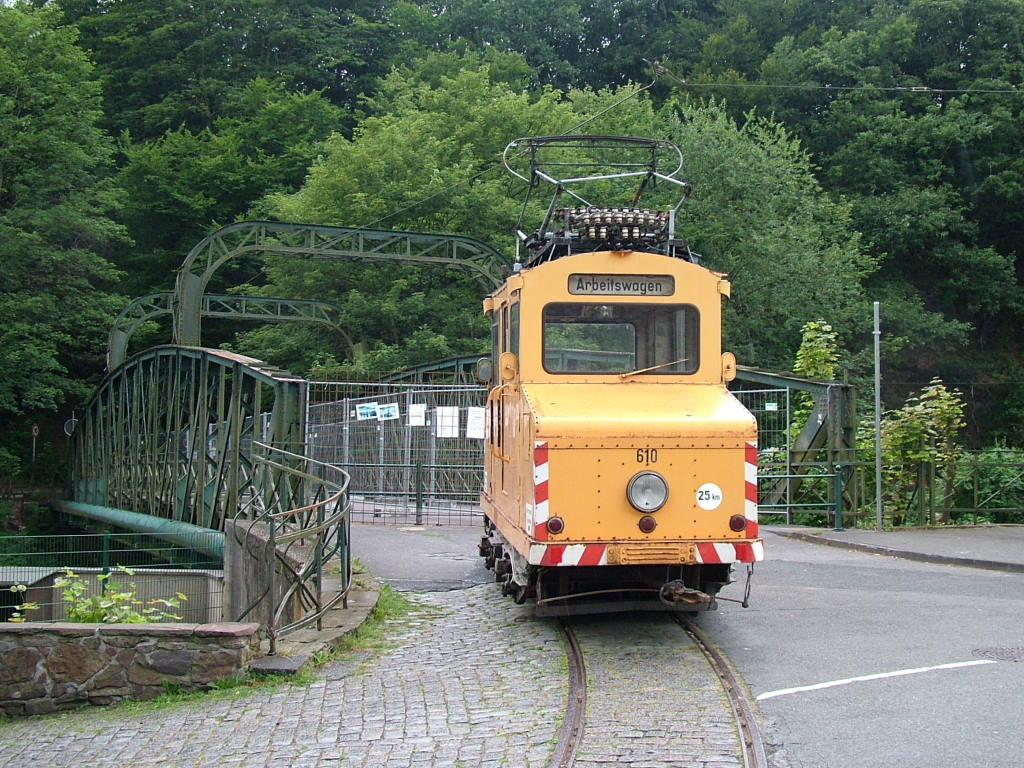
Slijpmotorwagen 610, afkomstig van de Bochum-Gelsenkirchener Straßenbahnen, bij de Kohlfurther Brücke, de brug over de rivier de Wupper; 2005.

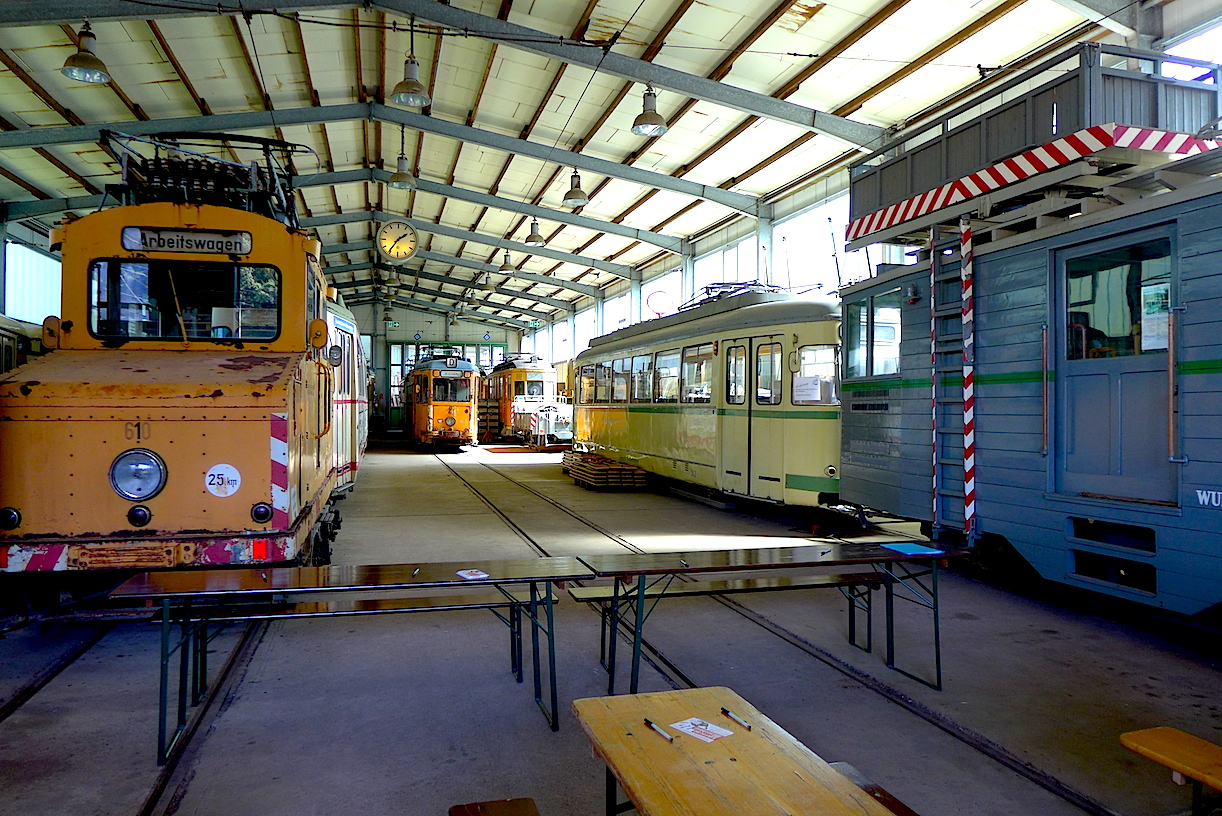
Interieur van de tramremise met links slijpmotorwagen 610; 2016.

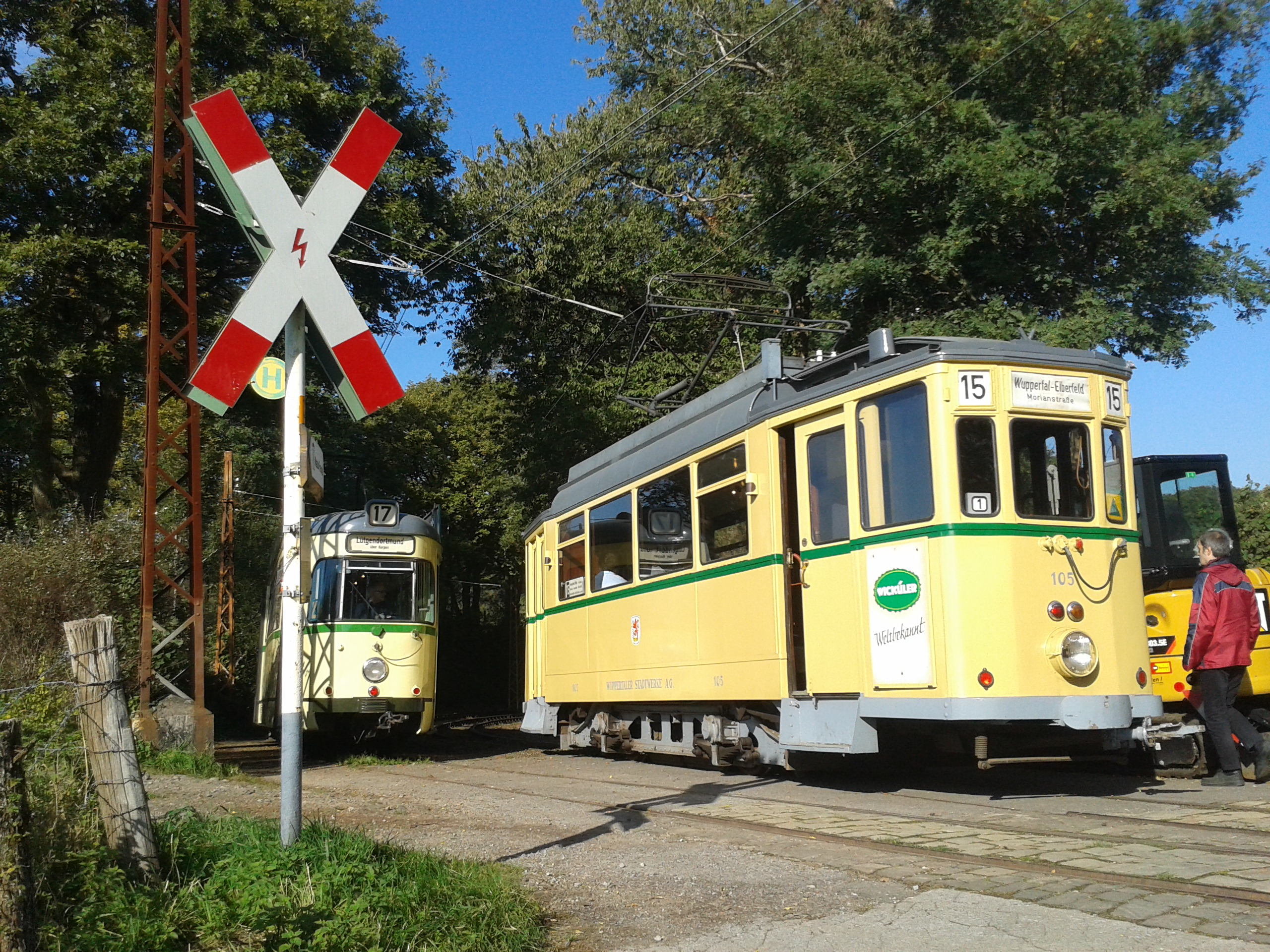
Gelede wagen 275 uit Bochum en motorwagen 105 uit Wuppertal aan het eindpunt Greuel; 2015.

Het Bergisches Straßenbahnmuseum (BSM; Trammuseum van het Bergisches Land) is een trammuseum in Wuppertal-Kohlfurth, dat tot doel heeft de herinnering levend te houden aan de talrijke vroegere trambedrijven in het Bergisches Land. De exploitant is de vrijwilligersvereniging Bergische Museumsbahnen e.V. (BMB). Het is het kleinste trambedrijf van Duitsland met een BOStrab (Straßenbahn-Bau- und Betriebsordnung)-vergunning.
De aanleiding voor de oprichting van het trammuseum was de geleidelijke opheffing van de tramlijnen in het Bergisches Land. Het trambedrijf in en rond Wuppertal vormde ooit het op drie na langste tramnetwerk van Duitsland met een totale lengte van meer dan 300 km.
De vanaf de begin 20e eeuw geopende elektrische tramlijnen werden vanaf de jaren vijftig geleidelijk vervangen door buslijnen. Eerst werden de lange interlokale routes opgeheven, waarna ook in de steden Remscheid, Solingen, en Wuppertal de tram verdween. De laatste smalspoortram in Wuppertal reed in 1969, de laatste normaalspoortram in 1987.
Daardoor ontstond de wens om de herinnering aan de tijd van de tram in Bergisches Land levend te houden. De in 1969 opgerichte vereniging "Bergische Museumsbahnen e.V." verwierf in 1973 een 3,2 km lang stuk tramlijn in meterspoor tussen Wuppertal-Kohlfurth en Wuppertal-Cronenberg, dat tot 1969 deel uitmaakte van de interlokale lijn 5 (Wuppertal – Solingen).
In de daaropvolgende jaren werd de lijn opgeknapt. Naast enkele honderden meters nieuwe rails en enkele kilometers nieuwe koperen rijdraad werd er ook een eigen stroomvoorziening gebouwd. Het gelijkrichterstation "Am Schütt" werd in 1989 in gebruik genomen, zodat elektrische stroomvoorziening op het traject weer mogelijk was.
Het tramdepot bevindt zich in Kohlfurth, op een terrein in de buurt van de voormalige bushalte en in de nabijheid van de in 1893 gebouwde Kohlfurter Brücke over de Wupper. In de jaren zeventig werd begonnen met de bouw van een werkplaats, opslag- en tentoonstellingshal, waarvan de ruwbouw in 1989 werd voltooid. Hierdoor was het eindelijk mogelijk om het grootste deel van de collectie trams beschut tegen weersinvloeden op te slaan.
Nadat in 1991 de concessie voor een tramdienst op het gerenoveerde traject naar de halte Friedrichshammer was verleend, werd het museum in 1992 voor het publiek geopend. Aanvankelijk waren er twee trams beschikbaar voor de tramdienst. In het volgende jaar kon de vereniging een volgend deel van de route tot aan de halte Kaltenbach openen en sinds 1997 rijden de trams naar de eindhalte bij Greuel (Naturfreundehaus).
De tramremise werd in 2006 opgeleverd en in 2008 volgde een uitbreiding van de werkplaats. Ter gelegenheid van het 40-jarig bestaan van de vereniging in 2009 werd de revisie van een zesde motorwagen afgerond, die sindsdien op de tramlijn wordt ingezet.
In 2008 werden enkele trams van de voormalige tramremise in de wijk Cronenberg-Unterkirchen naar Kohlfurth overgebracht. Het voormalige depot werd gebruikt als opslagplaats voor vijf te restaureren trams en een bijwagen. Toen het depot in december 2008 werd gesloopt voor de bouw van twee supermarkten, werden de resterende trams ook naar Kohlfurth gebracht.
In april 2013 werden zes niet-rijvaardig trams verplaatst wegens ruimtegebrek. In maart 2014 zijn een motor- en bijwagen overgenomen uit de privécollectie van de overleden erevoorzitter.
In november en december 2015 was de tramlijn slachtoffer van koperdiefstal, waardoor een groot deel van de lijn van zijn bovenleiding werd beroofd. Bij beide gelegenheden werden hoogspanningsmasten en andere technische apparaten vernield. De totale schade bedroeg ruim € 100.000. Voor de herstelkosten werd een beroep op donateurs gedaan. In februari 2016 werd er opnieuw een stuk bovenleiding gestolen (schade: € 6.000). Eind april 2016 was de bovenleiding weer gerepareerd en sindsdien is de lijn weer volledig berijdbaar.
Als gevolg van hevige regen trad de rivier de Wupper op 14 juli 2021 buiten zijn oevers waardoor de tramremise en omgeving werd overstroomd. Pas na herstel van de overstromingsschade kan de tramdienst weer worden hervat.

## Lijnbeschrijving
De route begint ongeveer 50 meter ten oosten van de Kohlfurther-brug. Daar is het depot met de tentoongestelde trams en een in een bijwagen ondergebrachte boekhandel. Er is een uitrijspoor tot aan de Kohlfurther-brug, waar de lijn eindigt. Ten oosten van het depot begint een sterke helling, de route slingert naar het zuiden en volgt dan na een bocht van 180 graden het Kaltenbachtal naar het noorden. Er worden zes haltes bediend, de laatste halte is Greuel. De heropening van de laatste gedeelte naar de hoogst gelegen halte Möschenborn is gepland. In Möschenborn is er een wisselplaats aan het einde van de lijn.
De tramlijn overwint een hoogteverschil van ca. 150 meter, waardoor een helling met een gemiddeld stijgingspercentage van 5% moet worden overwonnen. Het grootste deel van de route loopt door een bosgebied en is daarom typerend voor het voormalige interlokale tramnet. Daarentegen zijn er geen puur stedelijke weggedeelten; straatspoor is er alleen bij de Kohlfurth-brug.

## Trams
Voor de tramdienst zijn onder andere beschikbaar:
- Tw 94, Der Barmer, Schöndorff, bouwjaar 1928, uit Wuppertal
- Tw 105, Der Elberfelder, Talbot, bouwjaar 1927, uit Wuppertal
- Tw 107, Der Benrather, Düwag, bouwjaar 1936, uit Düsseldorf
- Tw 275, Der Bochumer, Düwag, bouwjaar 1957, uit Bochum
- Tw 337, Der Hagener, Düwag, bouwjaar 1957, uit Hagen
- Bw 131, Der Hagener Beiwagen, Düwag, bouwjaar 1957, uit Hagen

Voor onderhoudswerk worden gebruikt:
- Slijpmotorwagen 41, Schörling, bouwjaar 1952, uit Solingen
- Werkmotorwagen 406, Rastatt, bouwjaar 1951, uit Freiburg
- Slijpmotorwagen 610, Seidlitz & Kuschmierz, bouwjaar 1950, uit Bochum
- Bovenleidingmontagewagen 628, eigenbouw, bouwjaar 1950, uit Wuppertal
- Werkmotorwagen 683, Credé, bouwjaar 1952, uit Bochum
- Goederenlorrie 560, Talbot, bouwjaar 1944, van de Vestische Strassenbahnen
- Goederenlorrie 729, Van der Zypen, bouwjaar 1894, uit Wuppertal

In herstelling:
- Motorwagen 159, Siemens; bouwjaar 1925, uit Wuppertal
- Motorwagen 342, Düwag, bouwjaar 1952, van de Vestische Strassenbahnen

Geëxposeerde trams (niet rijvaardig):
- Motorwagen 49, uit Remscheid
- Motorwagen 106 (66), uit Remscheid
- Motorwagen 120, uit Remscheid
- Motorwagen 128, uit Wuppertal
- Motorwagen 141, uit Wuppertal
- Motorwagen 239, uit Wuppertal
- Bijwagen 266, uit Wuppertal
- Bijwagen 1656, uit Düsseldorf
- Werkmotorwagen 93, uit Wuppertal
- Rangeerloc 601, uit Wuppertal
- Gesloten goederenwagen 685, uit Düsseldorf

Trams elders opgeslagen:
- Motorwagen 23, uit Hamborn
- Motorwagen 96, uit Bochum
- Motorwagen 113, uit Wuppertal
- Motorwagen 115, uit Wuppertal
- Motorwagen 323, uit Hagen
- Bijwagen 195, van de Vestische Strassenbahnen
- Bijwagen 911, uit Wuppertal

De vereniging bezit in totaal 29 motorwagens (Tw) en bijwagens (Bw) en enkele goederen- en werkwagens (Gw). Vijf motorwagens en een bijwagen zijn sinds 2017 beschikbaar voor de passagiersdienst op de lijn, drie trams en één bijwagen worden gerenoveerd. Voor onderhoudswerk aan de route zijn drie rijvaardige werkwagens (ATw) en drie lorries beschikbaar. De overige trams zijn deels rijvaardig, maar niet goedgekeurd voor de tramdienst of moeten nog worden gerestaureerd.

## Tramdienst
Op het berijdbare deel van het traject tussen Kohlfurth en Greuel rijden van april tot oktober regelmatig trams op elke tweede en vierde zondag van de maand, evenals op Pinksterzondag en maandag. Er worden ook Sinterklaasritten aangeboden voor kinderen. Het trammuseum kan buiten de rijdagen ook worden bezocht op zaterdag van 11:00 tot 17:00 uur. Jaarlijks bezoeken circa 30.000 mensen het trammuseum, waardoor het Bergisches Trammuseum het op één na meest bezochte museum in Wuppertal is.
De tramdienst wordt uitgevoerd door vrijwilligers. Om de bedrijfsvoering regelmatig te laten verlopen, worden het hele jaar door onderhoudswerkzaamheden uitgevoerd aan het emplacement en aan het tracé. De circa 20 actieve leden van de vereniging houden zich bezig met spooraanleg, groenonderhoud en aanleg van bovenleidingen. Naast deze werkzaamheden worden ook andere projecten uitgevoerd en voertuigen opgeknapt.

## Afbeeldingen van diverse museumtrams

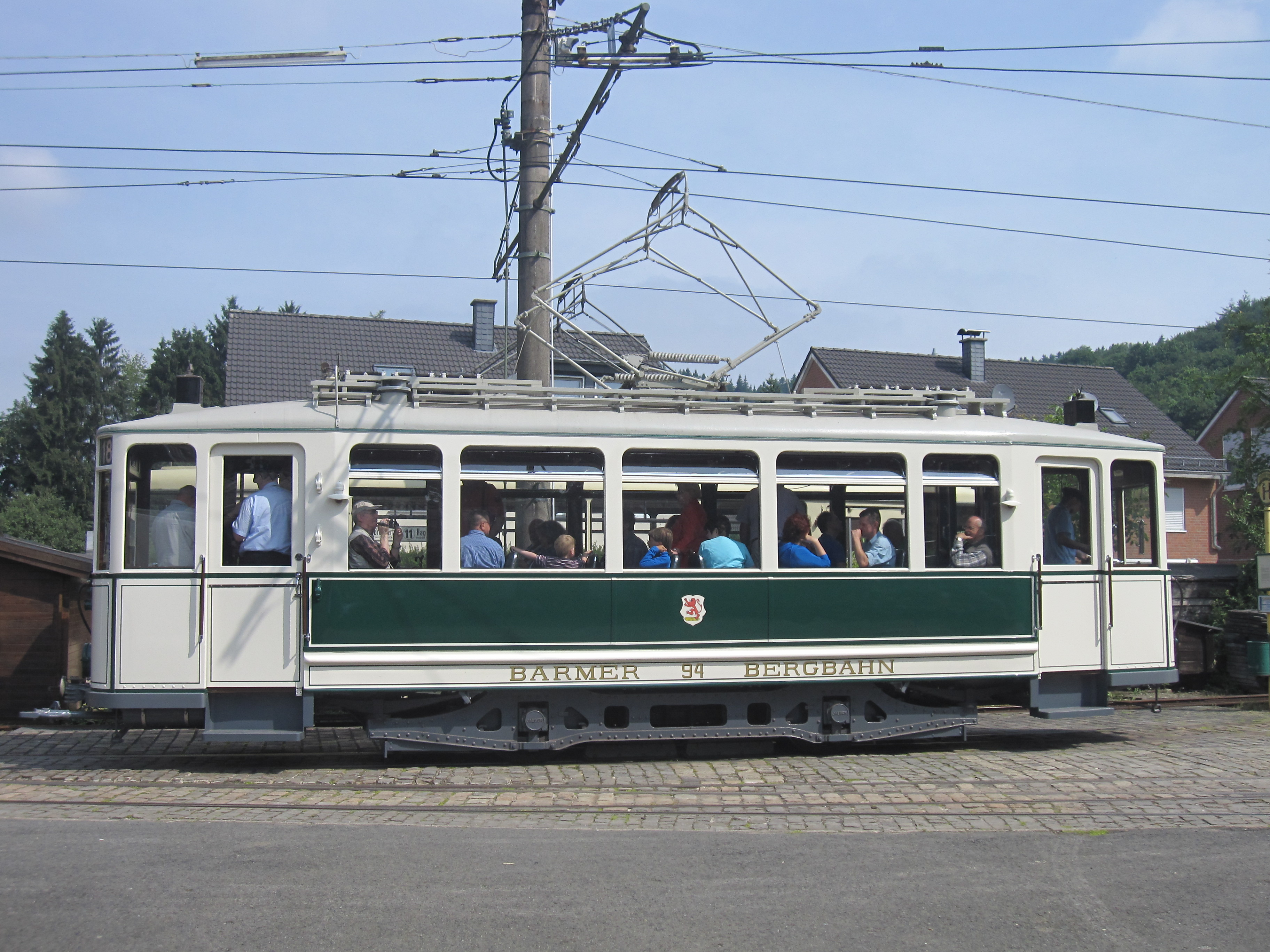
Der Barmer, motorwagen 94 van de vroegere Barmer Bergbahn in Wuppertal.
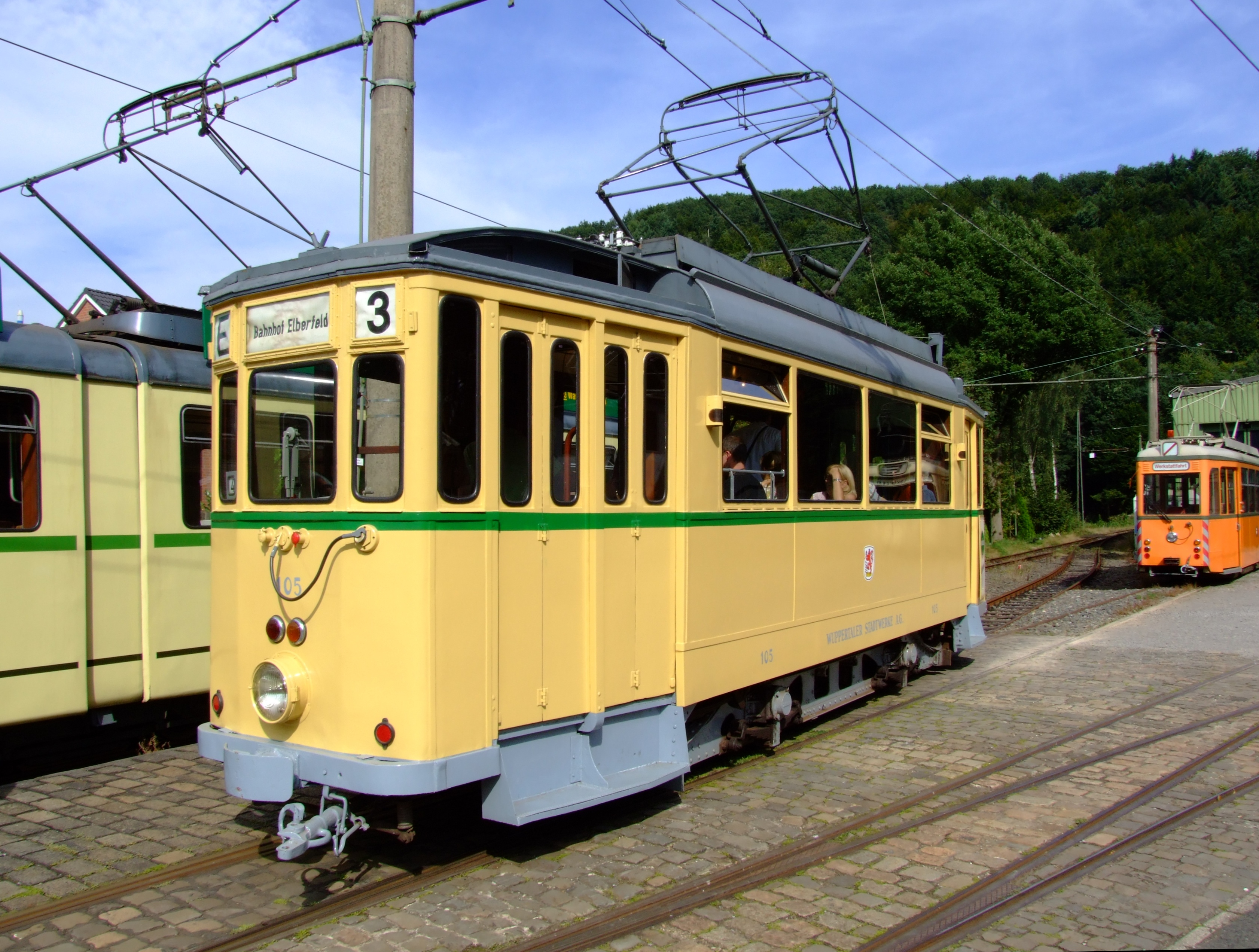
Der Elberfelder, motorwagen 105, afkomstig is een "echte" Wuppertaler tram.
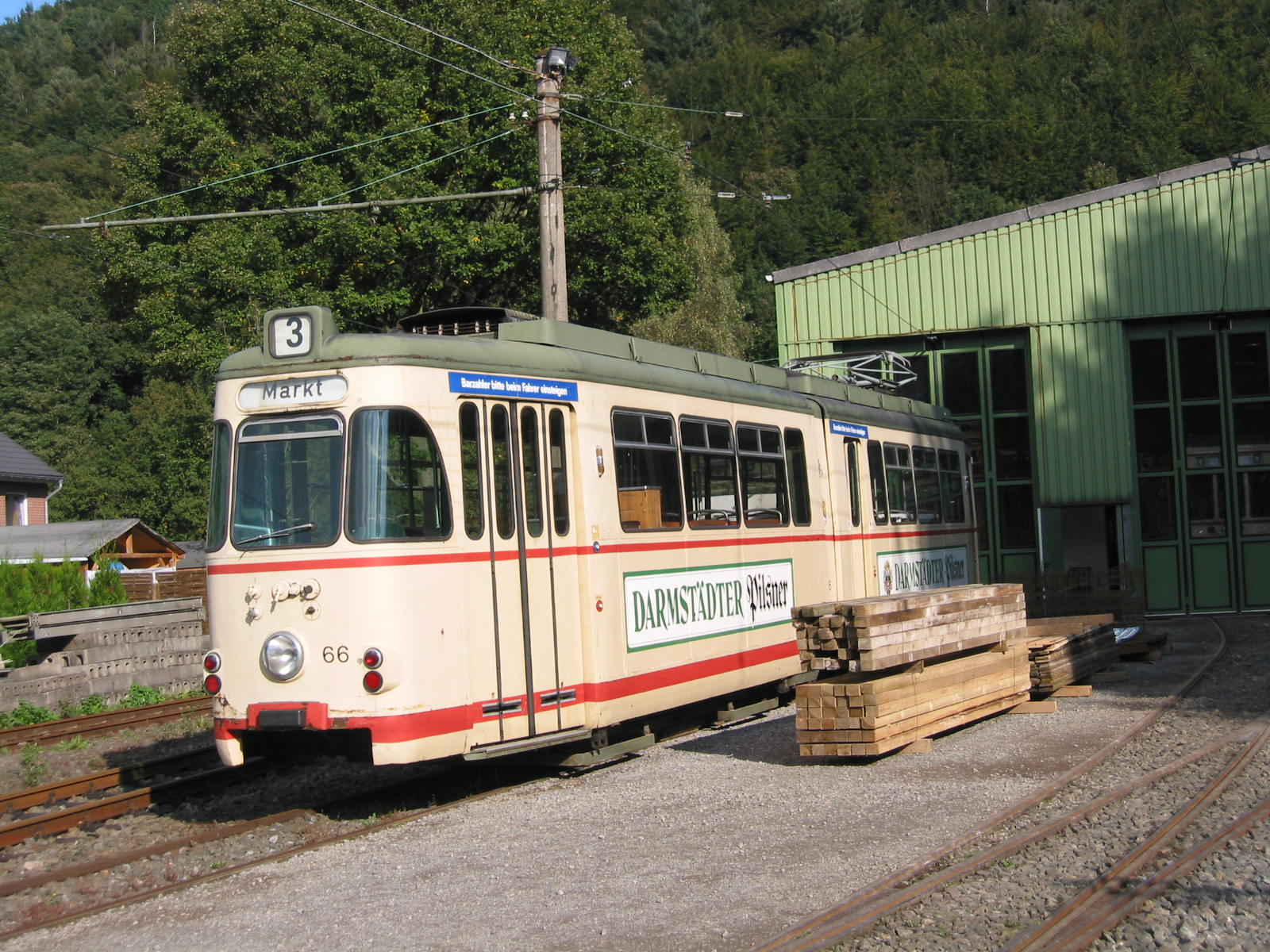
Gelede wagen 66 uit Darmstad, oorspronkelijk uit Remscheid.
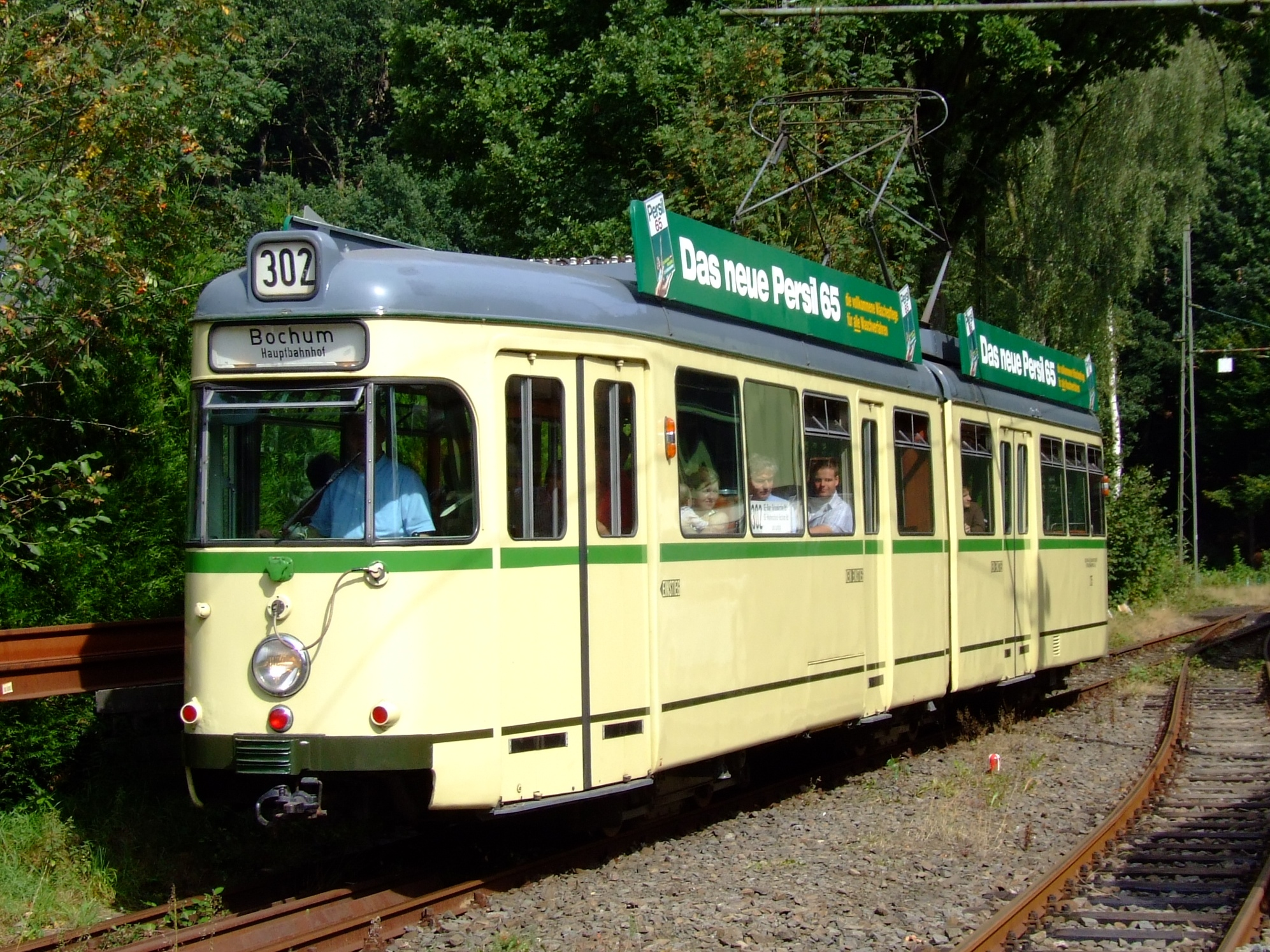
Der Bochumer, gelede wagen 275 uit Bochum.
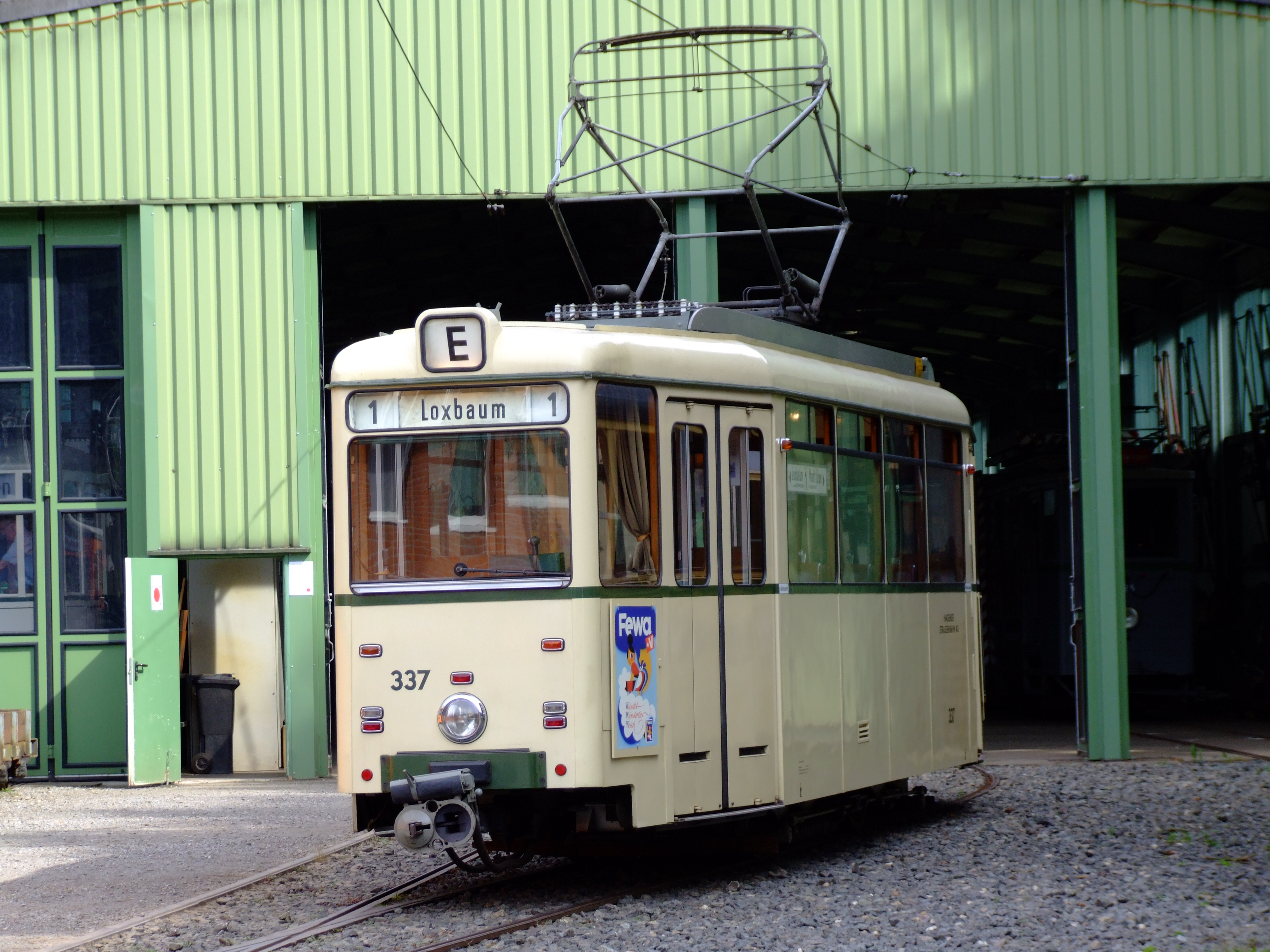
Der Hagener, motorwagen 337 voor de remise in Kohlfurth.
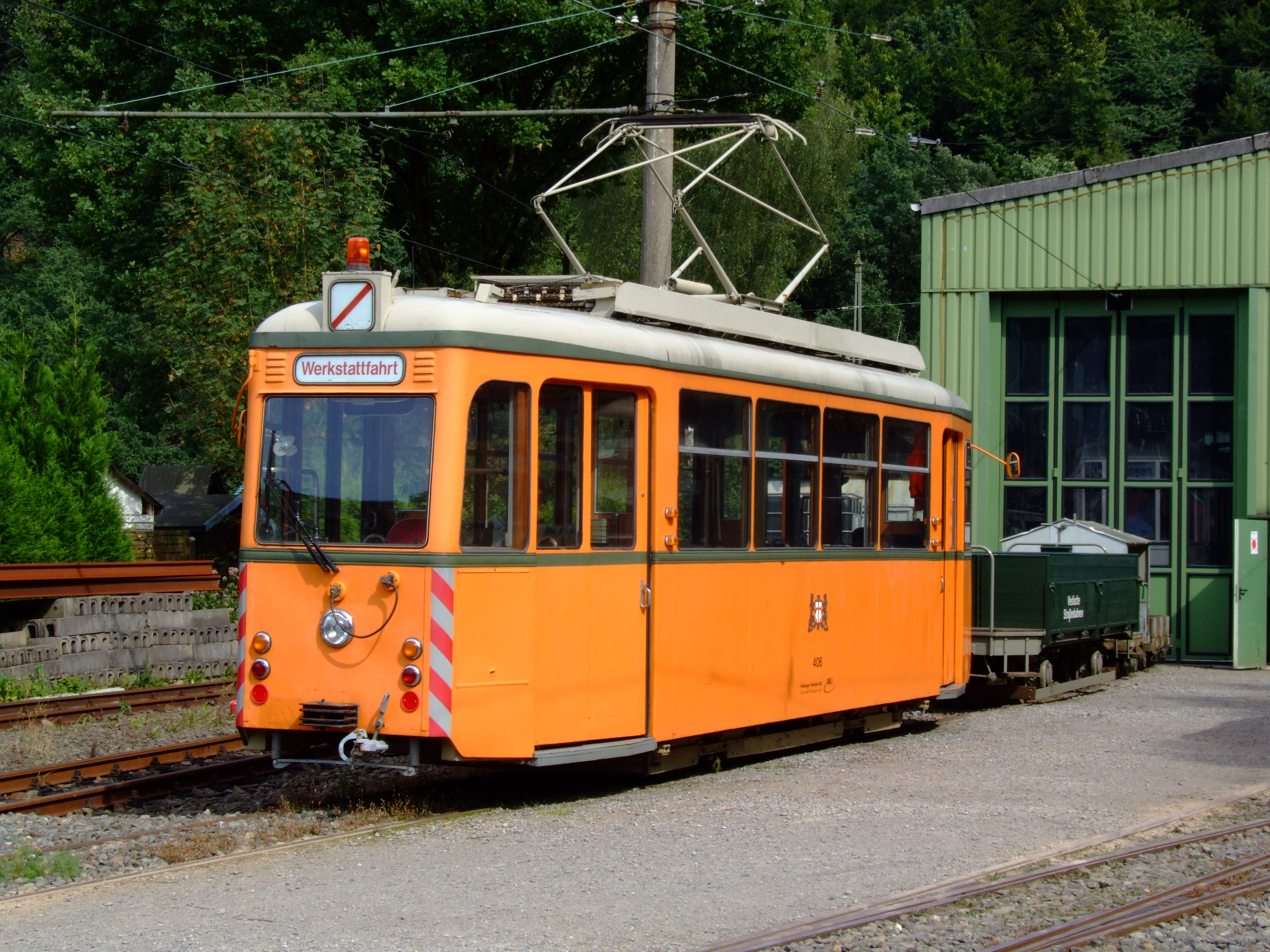
Motorwagen 406 uit Freiburg wordt regelmatig als werkwagen ingezet.
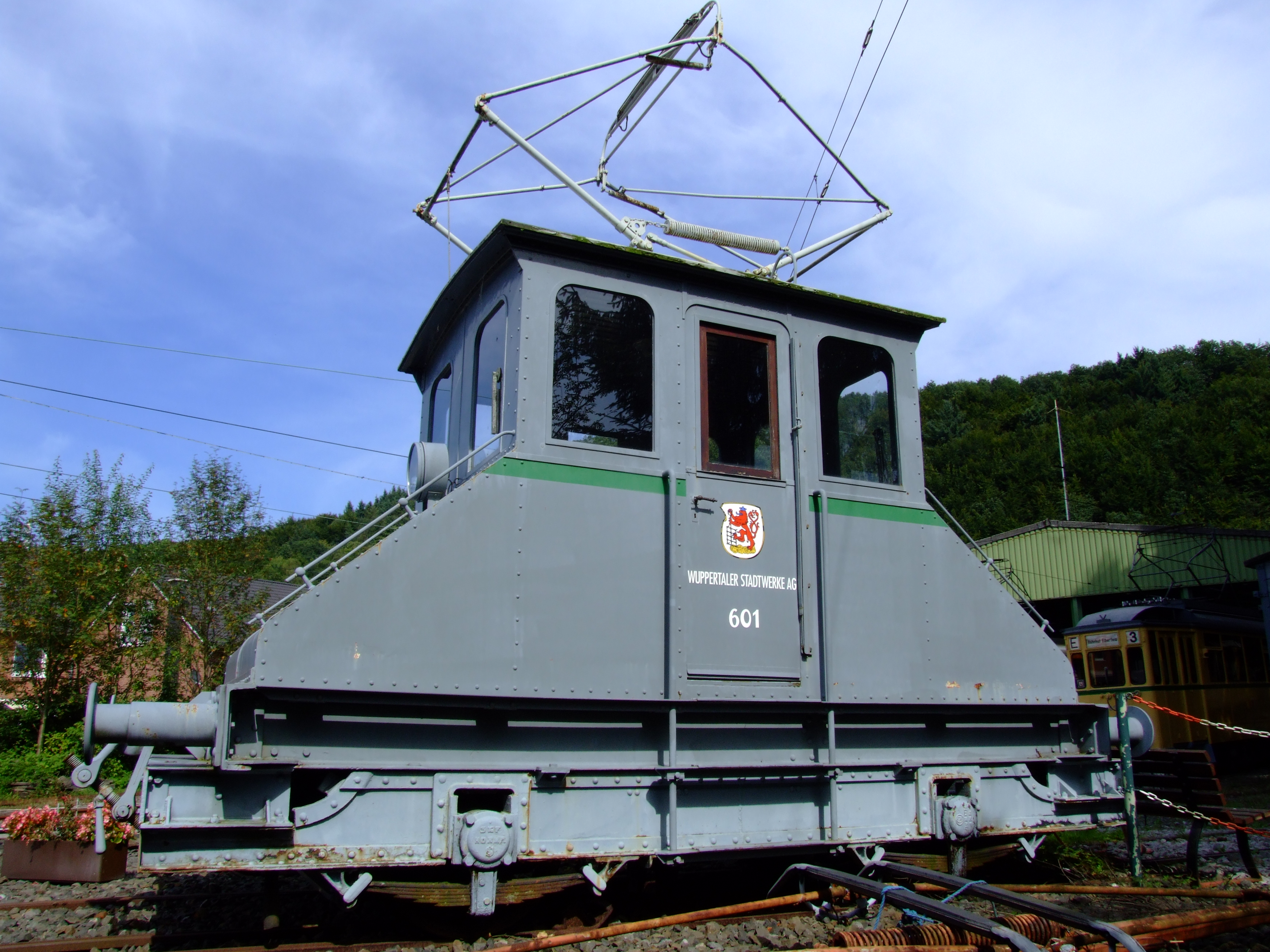
Lok 601 uit Wuppertal is opgesteld als monument.
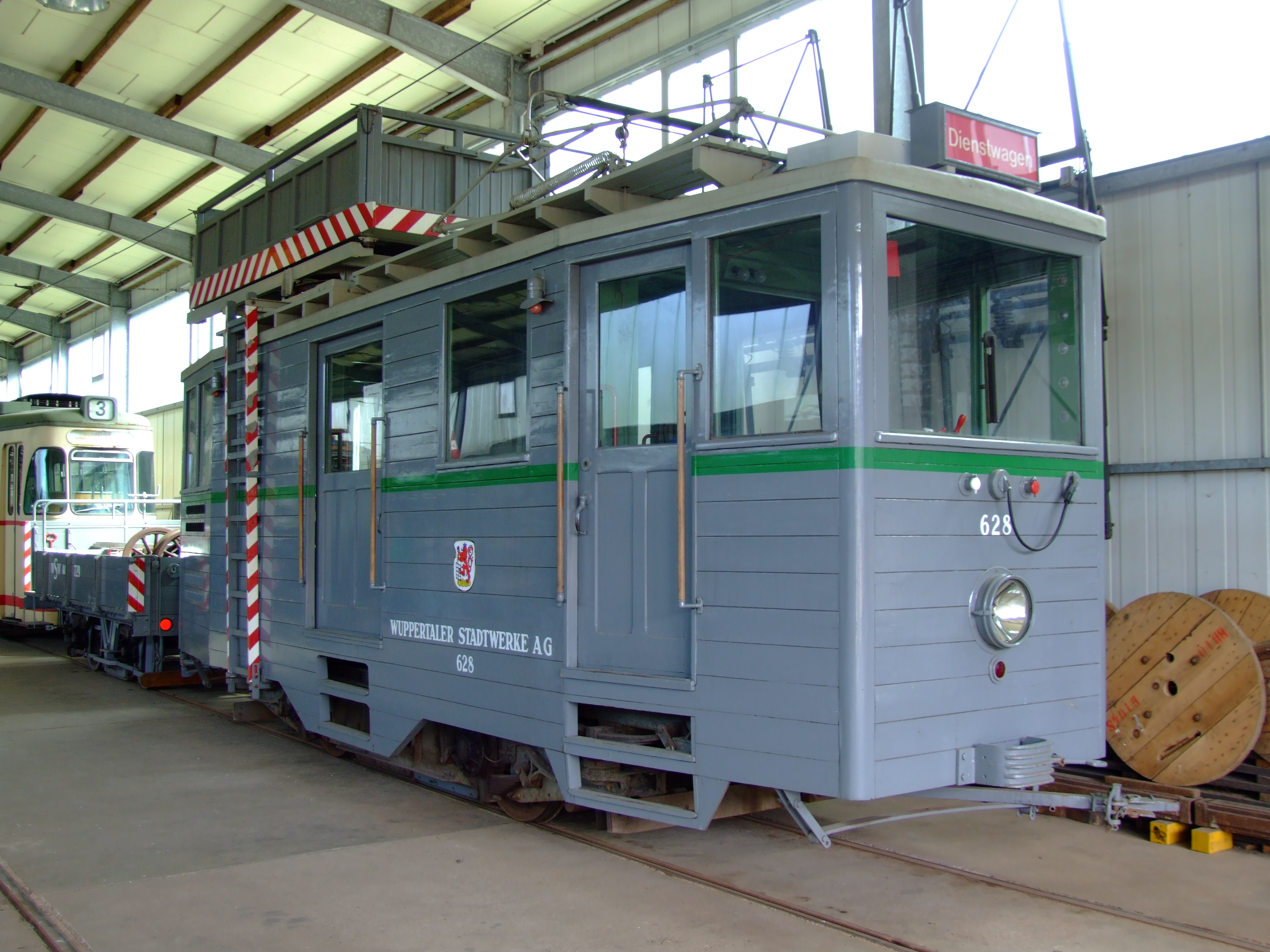
Werkmotorwagen 628 uit Wuppertal wordt regelmatig gebruikt bij werkzaamheden aan de bovenleiding.